# Nowe ruchy społeczne
Nowe ruchy społeczne – ruchy społeczne powstałe na fali kontestacji młodzieżowej lat 60. XX wieku, przede wszystkim ekologiczne, pacyfistyczne, feministyczne, konsumenckie oraz ruchy mniejszości etnicznych i seksualnych. Określa się je jako „nowe” dla odróżnienia od „starych” ruchów socjalistycznych i komunistycznych. Od lat 80. często znajdują polityczną reprezentację w partiach Zielonych, obecnie często włączają się w działania ruchu alterglobalistycznego. Problematyka nowych ruchów społecznych zajmuje ważne miejsce m.in. w teoriach socjologicznych Alaina Touraine’a, Clausa Offego, Ernesto Laclau i Chantal Mouffe oraz Immanuela Wallersteina.

## Nowe ruchy społeczne w socjologii
Według Clausa Offego nowe ruchy społeczne to przede wszystkim nowa formuła polityki wypracowana przez ten nurt kontestacji, który odrzucił terroryzm jako środek walki o swoje cele. W odróżnieniu od starych ruchów społecznych, które instytucjonalizowały się w postaci partii politycznych i związków zawodowych, a więc masowych, hierarchicznych organizacji, nowe ruchy przyjmują bardzo zróżnicowane formy organizacyjne, od grup nieformalnych i stowarzyszeń po ponadnarodowe sieci. Nowe ruchy społeczne w odróżnieniu od starych nie tworzą wszechobejmujących projektów zmiany społecznej, lecz koncentrują się na walce w specyficznym dla siebie obszarze (np. pacyfizm, prawa kobiet, ekologia).
Immanuel Wallerstein analizuje nowe ruchy społeczne w kontekście niepowodzenia „rewolucji w systemie-świecie” roku 1968. Wallerstein traktuje je jako kolejny – po ruchach socjalistycznych, narodowowyzwoleńczych i antykolonialnych – typ ruchów antysystemowych. Charakterystyczne jest dla nich to, że nie tworzą jednej organizacji, lecz współpracują ze sobą w luźnej sieci, dzięki czemu unika się konieczności ustalania hierarchii postulatów.
Z kolei Anthony Giddens twierdzi, że pojawienie się nowych ruchów społecznych oznacza przejście do refleksyjnej nowoczesności, w której „polityka emancypacji” ustępuje miejsca „polityce życia”. Problemy ekonomiczne zostały rozwiązane i straciły polityczne znaczenie. Ważne są natomiast kwestie związane z tożsamością jednostek i ich stylem życia, zwłaszcza seksualnością.

## Krytyka
Nowe ruchy społeczne spotykają się z różnorodną krytyką. Najczęstsze zarzuty dotyczą koncentracji na niszowych problemach (ruchy „jednej sprawy”) kosztem ogólniejszych politycznych projektów, maskowania realnych konfliktów ekonomicznych przez powierzchowne spory o kulturę oraz niezdolności wielu nowych ruchów do budowania sojuszy z innymi ruchami, co prowadzi do przekształcenia polityki w lobbing.

## Nowe ruchy społeczne w Polsce
W Polsce nowe ruchy społeczne zaczęły powstawać w połowie lat 80. Najgłośniejsze wśród nich były: Wolność i Pokój, „Wolę Być”, Pomarańczowa Alternatywa. Połowa lat 80. to również czas kształtowania się ruchu feministycznego i gejowskiego. Dla ruchu feministycznego przełomowy by przegląd filmów kobiecych w kinie „Kultura” wiosną 1986 roku, zaś środowiska gejowskie zaczęły organizować się w odpowiedzi na Akcję „Hiacynt” W okresie tym najważniejsze obszary konfrontacji z państwem dotyczyły przymusowego poboru do wojska oraz planowanych inwestycji w elektrownię jądrową w Żarnowcu.
Po roku 1989 nowe ruchy społeczne nie odgrywały wielkiej roli w polskiej polityce. Walczyły wówczas o prawo do odmowy służby w wojsku jak Stowarzyszenie OBJECTOR (broniąc m.in. uwięzionego za to Romana Gałuszki) oraz o rezygnację z budowy zapory w Czorsztynie i odcinka autostrady A4 przez Górę Św. Anny. Część ruchu feministycznego walczyła o referendum w sprawie planowanego zakazu aborcji. Klęska w tych sprawach osłabiła na wiele lat ruchy społeczne.
Nowe ruchy społeczne zaczęły odżywać w Polsce po roku 2000. Znakiem tego była pierwsza Manifa (2000), konflikt o marsze równości w Warszawie, Krakowie i Poznaniu (2004-2005), który zmobilizował wiele osób do poparcia postulatów tych ruchów oraz konflikt dotyczący budowy obwodnicy Augustowa, która miała przechodzić przez dolinę Rospudy (2007).